# Isabella de Luna
Isabella de Luna (muerta en 1564) fue una cortesana italiana de origen español en la Roma de finales del Renacimiento. Era conocida por ser una compañía divertida, de buen corazón pero también de lenguaje vulgar. Era una música consumada. Entre sus protectores se encontraban miembros de la nobleza y cardenales.

## Biografía
Isabella era originaria de Granada, España. Siguió a un soldado del ejército imperial de Carlos V, donde se prostituyó como «seguidora de campamento» y estuvo presente en la conquista de Túnez en 1535. Alrededor de 1536 finalmente se instaló en Roma, donde adquirió una casa en 1544 y se convirtió en la más famosa de las cortesanas, o cortigiana onesta, de su generación.
Como todas las de su clase, tenía un cliente principal, en su caso Roberto Strozzi, caballero mantuano y sobrino de Baltasar de Castiglione. Otros clientes fueron el cardenal Carafa, el marqués de Montebello, el cardenal Farnesio y el escritor Mateo Bandello. Según Pierre de Brantôme, ella misma era cliente de una de sus colegas, Pandora, considerada una de las más bellas de Roma, a la que pagaba por servicios sexuales. Un incidente famoso tuvo lugar en una fiesta, donde Rocco Biancalana perdió una apuesta con ella después de prometer que la haría sonrojar, pero, en cambio, ganó ella la apuesta.
Isabella de Luna fue retratada en dos novelas contemporáneas de Mateo Bandello, una de ellas Vidas de las damas galantes.

### Delitos
En 1555 de Luna fue acusada de mantener cautivo a un niño en su casa. Antes de ser arrestada, huyó. Fue capturada en Rímini mientras se dirigía a Venecia y regresada a Roma al Castillo de Sant'Angelo en espera de juicio. Dos años más tarde, en 1557, declaró como testigo en el juicio del noble romano Pompeo Giustini.
Durante una ofensiva oficial contra la inmoralidad, de Luna y Pandora fueron arrestadas y el papa amenazó con quemarlas en la hoguera. En otra ocasión se enfrentó a prisión por deudas, pero logró pagarle al mercader al que debía el dinero antes de ser encarcelada. Sin embargo, como había fingido usar la citación como papel higiénico y apareció ante el juez bebida, fue condenada a una flagelación pública con cincuenta azotes en sus nalgas desnudas.